# Apelles

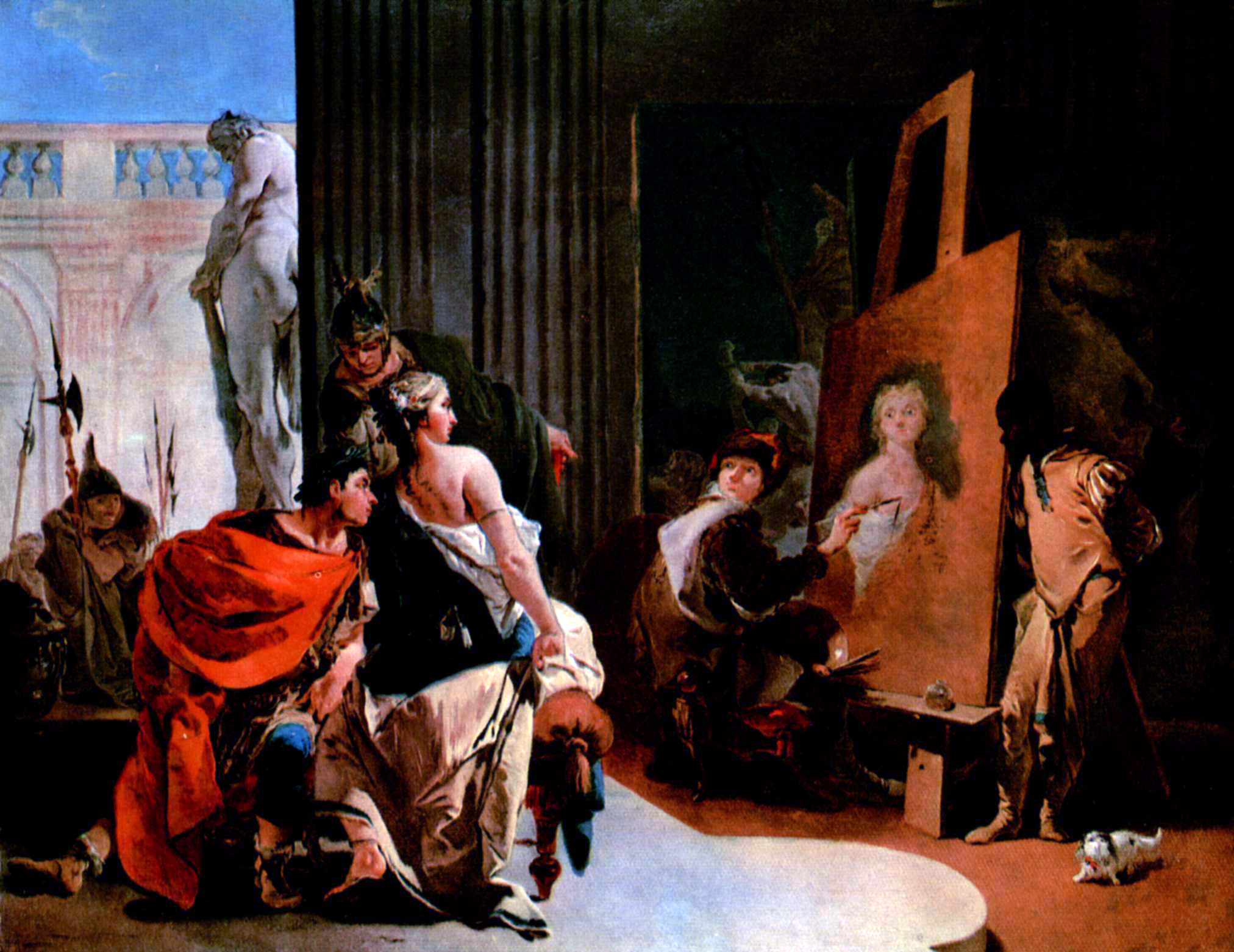
Alessandro il grande e Campaspe nello studio di Apelle av Giovanni Battista Tiepolo.

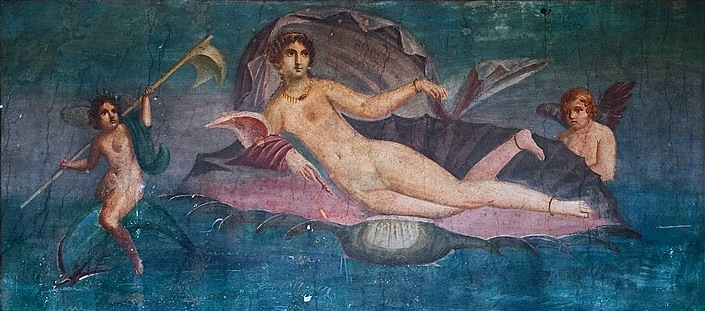
Romersk mural som tros vara baserad på Apelles målning av Afrodite Anadyomene

Apelles (grekiska Απελλής), född 356 f.Kr., död 308 f.Kr., var en av de mest kända målarna under antiken. Han målade temperamålningar på trätavlor i en realistisk uttrycksform och ska ha varit en duktig porträttmålare. I dag finns inga av hans verk bevarade, utan vi känner dem enbart genom namn och beskrivningar. Den mesta informationen om Apelles har bevarats genom Plinius d.ä.

## Biografi
Apelles var enligt vissa källor född på ön Kos, men enligt en mer sannolik uppgift i Kolofon, nära Smyrna. Apelles, som först lärde konsten i Efesos, men sedan hos Pamfilos i Sikyon, förenade den joniska målareskolans blomstrande kolorit och behag med den sikyoniskas företräden i teckningen, och till båda dessa skolors egendomligheter lade han sina medfödda anlags stora företräden. Han var hovmålare åt Filip II av Makedonien och Alexander den store. Som bevis på hans "charis" nämns alltid främst hans bild av Afrodite Anadyomene, som ursprungligen stod uppställd i gudinnans tempel på Kos, genom Augustus kom till Julius Caesars tempel i Rom, men redan på Neros tid var förstörd. Inte mindre berömt var Apelles porträtt av Kampaspe, Alexanders älskade. Ingen annan än Apelles fick tillåtelse att måla Alexanders porträtt, liksom Lysippos ensam fick utföra det plastiskt och Pyrgoteles hugga det i sten. Mest berömt av Apelles porträtt av Alexander var det som fanns i Artemis-templet i Efesos, där han var avbildad med blixten i handen, liksom Zeus. Han gjorde även Alexander till centrum i stora allegoriska bilder.
Efter Alexanders död begav sig Apelles till kung Ptolemaios I Soter i Egypten, men återvände snart till Grekland, där han dog. Han efterlämnade flera avhandlingar över målarekonsten, och på Plinius tid fanns ännu tre sådana över målarekonstens hemligheter.
Många anekdoter har av senare tider tillskrivits Apelles, och flera av hans utsagor har blivit ordstäv. 
Så till exempel hans svar till en skomakare, som först hade anmärkt på en sko som Apelles målat, men efter att Apelles förbättrat skon, i övermod anmärkt även på benet: "Skomakare, bliv vid din läst!" (latin: Ne sutor ultra crepidam!), och hans bekanta valspråk: "Ingen dag utan linjeövning" (latin: Nulla dies sine linea).
Apelles "Förtalet" gav Botticelli motivet till hans berömda tavla över samma ämne i Uffizierna i Florens.